# Millie Kirkham
Millie Kirkham, née le 24 juin 1923 à Hermitage dans le Tennessee et morte le 14 décembre 2014 à Nashville, est une chanteuse américaine ayant participé à de nombreux enregistrements de tubes à succès du milieu des années 1950 au début des années 1980. Elle est l'une des choristes d'Elvis Presley jusqu'au décès du chanteur en 1977. Sa voix est notamment présente sur les titres Surrender, The Wonder Of You, How Great Thou Art et Just  Pretend.
Millie Kirkhman n'a pas chanté avec Elvis jusqu'en 1977 elle s'est arrêtée vers 1970 et a été remplacée pas Kathy Westmoreland.
Je comprend pas pourquoi vous écrivez des fausses informations comme ça. 

## Biographie
Née Mildred Eakes à Hermitage, elle grandit près de Donelson. Elle joue dans des orchestres scolaires dans les années 1940. Sa carrière se développe lorsqu'elle devient une chanteuse régulière sur les ondes de la radio WSM, travaillant sous la direction de Jack Stapp.
Elle devient membre des Jordanaires, un groupe de musique country né en 1948 dans le Missouri. Connu pour ses choristes, il accompagne les tubes à succès de nombreux artistes de la scène musicale américaine des années 1960. Outre sa plus célèbre collaboration avec Elvis Presley, Millie Kirkham chante comme choriste pour Patsy Cline, Roy Orbison, Brenda Lee, Johnny Tillotson et Eddie Arnold.
Sa voix est remarquée par Elvis Presley en 1957. Millie Kirkham ayant chanté sur le titre Gone de Ferlin Husky, le King est charmé par le timbre de la choriste. Il l'invite alors à participer à l'enregistrement de son tube Blue Christmas, enregistré la même année. Millie Kirkham et Elvis se lient d'amitié et la choriste travaille sur de nombreux titres de l'icône du rock 'n' roll. Parmi eux, peuvent être cités My Wish Came True, The Wonder Of You, Surrender, How Great Thou Art et Polk Salad Annie. Elle chante également aux côtés d'Elvis sur les bandes-sons de ses films et se produit sur scène dans le documentaire Elvis: That's the Way It Is à Las Vegas en 1970.
En 2008, elle fait une apparition lors de l’événement Nashville celebrates Elvis at the Ryman, aux côtés de George Klein[Lequel ?], Pat Boone, David Briggs, Vince Gill, Amy Grant, Wanda Jackson, Wynonna Judd, Ray Walker des Jordanaires, Ronnie McDowell, TG Sheppard, BJ Thomas et d'anciens membres de J.D. Sumner & the Stamps.
Mariée au batteur Doug Kirkham, décédé en 1986, Millie Kirkham meurt à Nashville le 14 décembre 2014, peu de temps après avoir été victime d'un accident vasculaire cérébral. Elle était âgée de 91 ans.

## Discographie partielle
- 1956 : Gone de Ferlin Husky
- 1957 : Blue Christmas d'Elvis Presley
- 1957 : My Wish Came True d'Elvis Presley
- 1957 : Anna Marie de Jim Reeves
- 1960 : I'm Sorry de Brenda Lee
- 1960 : Poetry In Motion de Johnny Tillotson
- 1962 : Back In Baby's Arms de Patsy Cline
- 1963 : Pretty Woman de Roy Orbison
- 1969 : Running Bear de Sonny James
- 1980 : He Stopped Loving Her Today de George Jones